# Ulica Ząbkowska w Warszawie

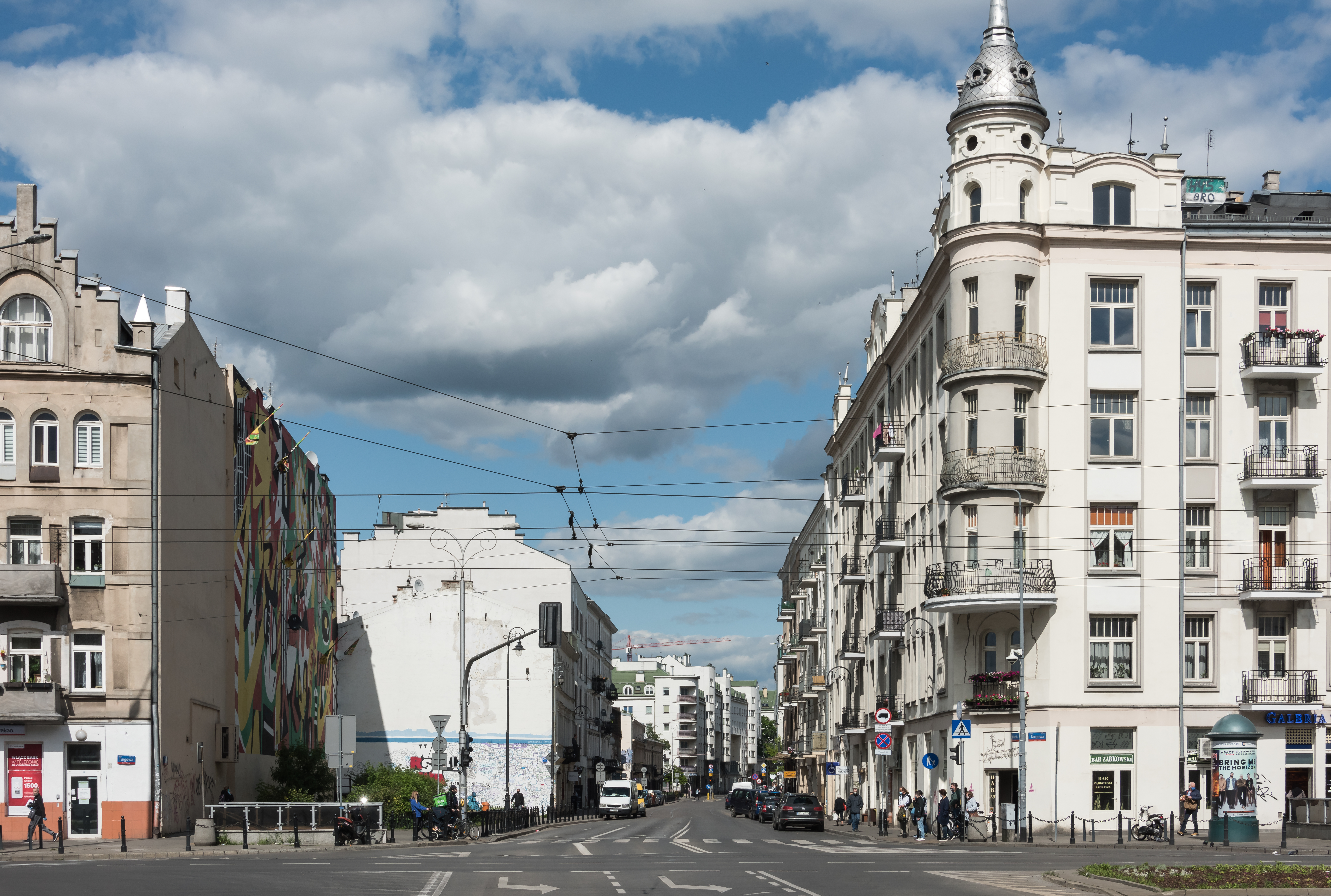
Ulica Ząbkowska przy ul. Targowej (2020)

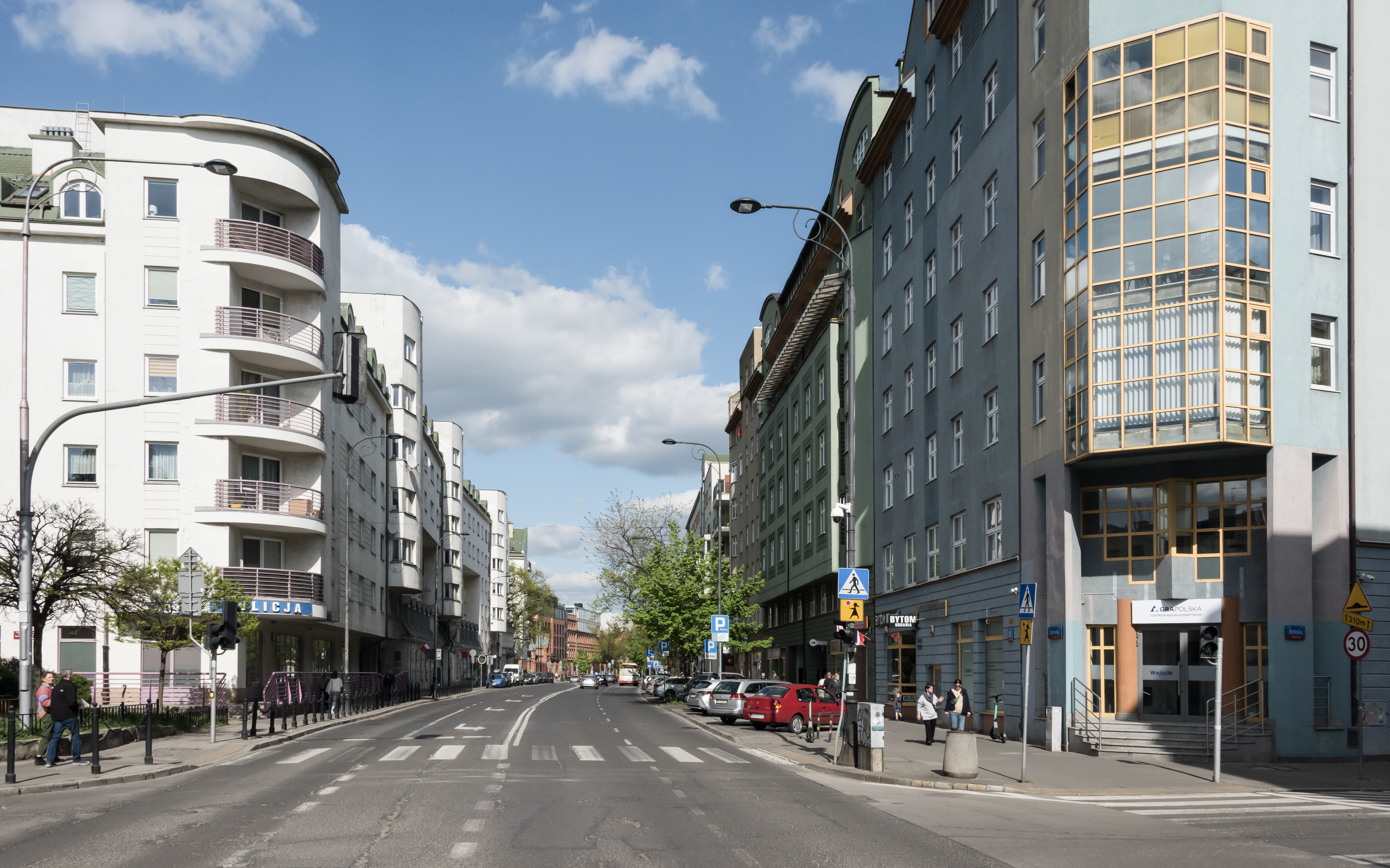
Ulica przy ul. Brzeskiej (2023)

Ulica Ząbkowska – ulica w dzielnicy Praga-Północ w Warszawie.

## Historia
Dawna droga do Woli Ząbkowskiej (od XVIII w. nazywanej Ząbkami). Od nazwy tej miejscowości pochodzi nazwa ulicy.
W XVI–XVIII wieku stanowiła granicę między Pragą i Skaryszewem. Znajdowały się przy niej m.in. ratusz Skaryszewa (na rogu ul. Targowej) i folwark Szmula Zbytkowera. W 1770 ulicę w rejonie dzisiejszej ul. Markowskiej przecięto okopem Lubomirskiego, przy którym zbudowano rogatki Ząbkowskie. Zostały one zlikwidowane po włączeniu w 1889 Szmulowizny do Warszawy i przesunięciu granicy miasta na wschód.
W 1882 na posesji znajdującej się między ulicami: Targową, Ząbkowską i Brzeską otwarto bazar Różyckiego.
W miejscu folwarku w końcu XIX w. powstała wytwórnia spirytusu. Innym dużym zakładem produkcyjnym była działająca pod nr 50 fabryka Tow. Akc. Emalierni i Warsztatów „Labor”. W 1914 zatrudniała ona ok. 1000 pracowników.
W 1919 ulicą poprowadzono linię tramwajową w stronę Michałowa (pętle przy nasypie kolejowym na ul. Radzymińskiej i Kawęczyńskiej obok bazyliki Najświętszego Serca Jezusowego), zlikwidowaną w 1968 – pozostawiono wtedy jeden tor służący do wyjazdów tramwajów z zajezdni „Praga”. Tramwaje wycofano z ulicy w 2000, w rezultacie likwidacji torowiska na zachodnim odcinku ul. Kawęczyńskiej.
Przed II wojną światową ok. połowy mieszkańców ulicy stanowili Żydzi, a w budynkach nr 7, 11, 12 i 19 mieściły się żydowskie domy modlitwy (pod nr 12 na futrynach drzwi wejściowych na klatkę schodową oraz do mieszkań zachowały się wgłębienia po mezuzach). Z powodu dużego odsetka ludności żydowskiej ulica była nazywana „praskimi Nalewkami”.
Zabudowa ulicy ucierpiała w czasie obrony Warszawy we wrześniu 1939.
1 sierpnia 1944, krótko przed godziną „W”, przy zbiegu z ul. Ząbkowską doszło do potyczki oddziału powstańców z patrolem Schutzpolizei z ul. Targowej 15; zginęło trzech powstańców, a pięciu zostało rannych. 
Po obu stronach ulicy zachowały się domy mieszkalne z przełomu XIX i XX wieku. Po 1990 wybudowano kilka nowych budynków, m.in. blok mieszkalny Dom Rodzinny (nr 23/25) z wbudowanymi w jego elewację replikami fasad trzech kamieniczek (dawne numery 17, 19 i 21), zajmujący całą nieparzystą stronę między ulicami Brzeską i Markowską. W uskoku elewacji bloku zachowano stary dąb.
W 2000 z ulicy usunięto tory tramwajowe, poza pozostawionym krótkim odcinkiem z oryginalnym brukiem. W 2006 odcinek ulicy znajdujący się między ulicami Targową i Brzeską został jako założenie urbanistyczne wpisany do rejestru zabytków.
W 2010 w pobliżu skrzyżowania z ul. Targową na betonowym podeście ustawiono grupę rzeźbiarską przedstawiającą niebieskie aniołki. Rzeźby zostały zaprojektowane przez Marka Sułka.
Przez kilka lat, do 2011, organizowane było Święto ulicy Ząbkowskiej. Od 2015 na ulicy odbywa się festiwal „Otwarta Ząbkowska”, a od 2017 w letnie weekendy jest ona zamykana dla ruchu kołowego.

### Ważniejsze obiekty
- Kamienica Icka Hersza Jahrmana z reliktami żydowskiego domu modlitwy (nr 11)
- Kamienica Róży Kwiatkowskiej (nr 13)
- Muzeum Drukarstwa, oddział Muzeum Warszawy (nr 23/25)
- Warszawska Wytwórnia Wódek „Koneser”, obecnie Centrum Praskie Koneser (pierwotnie nr 27/31, obecnie większość obiektów jest przypisana do numeracji placu Konesera)
- Muzeum Polskiej Wódki (plac Konesera 1)